# Alina Szapocznikow

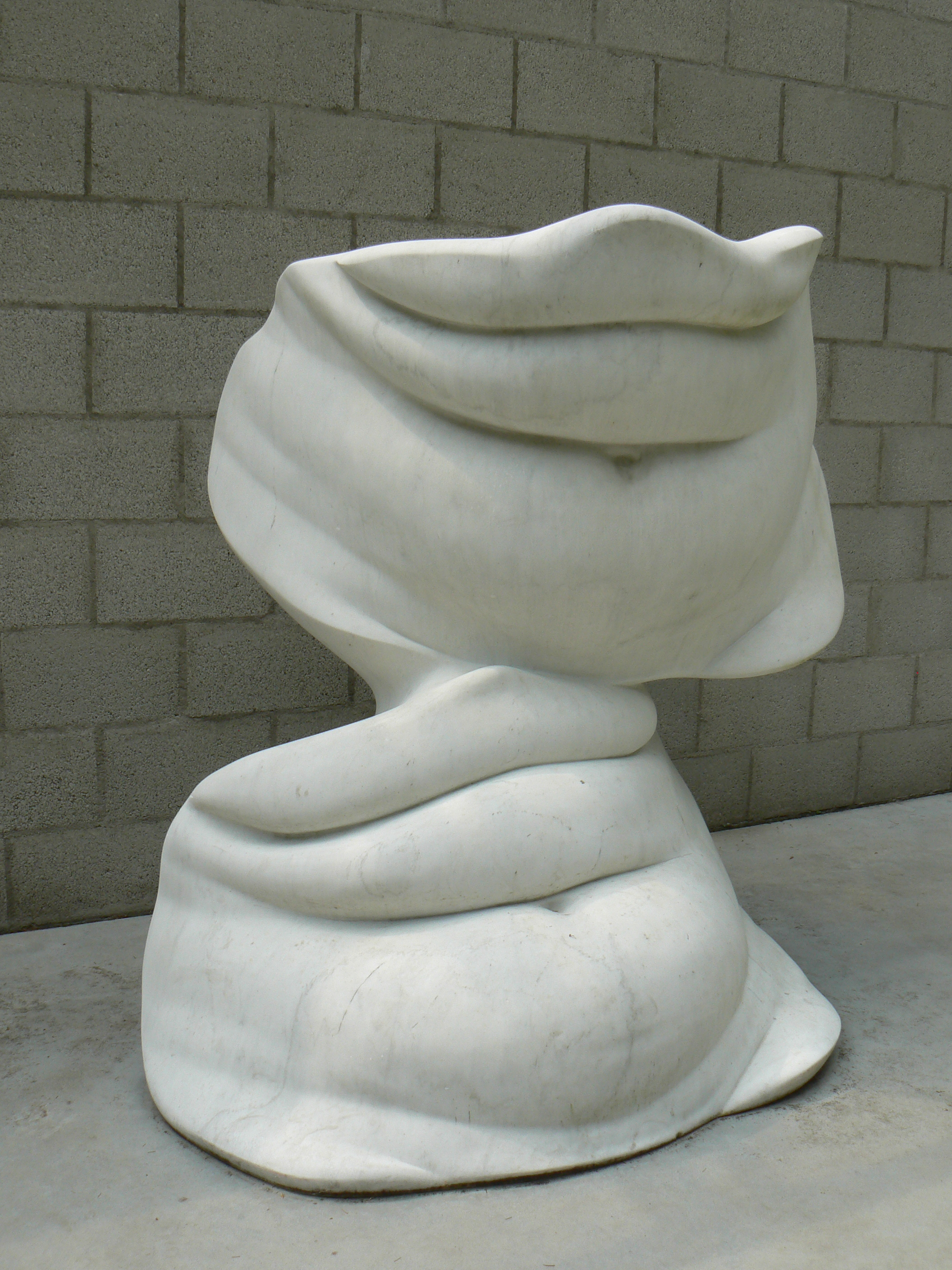
Grands ventres (Wielkie brzuchy) z serii Ventres (Brzuchy, 1968)

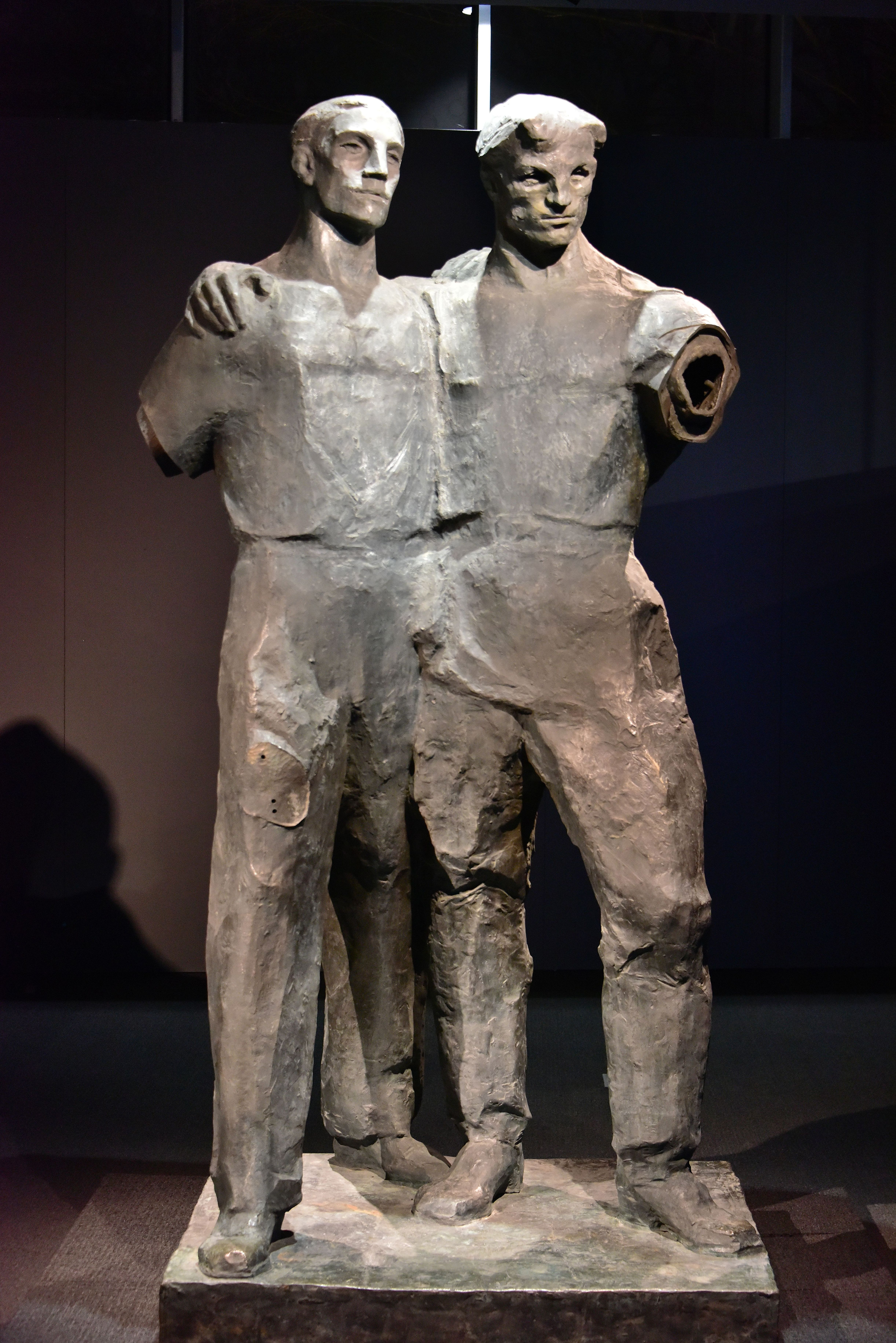
Rzeźba Przyjaźń

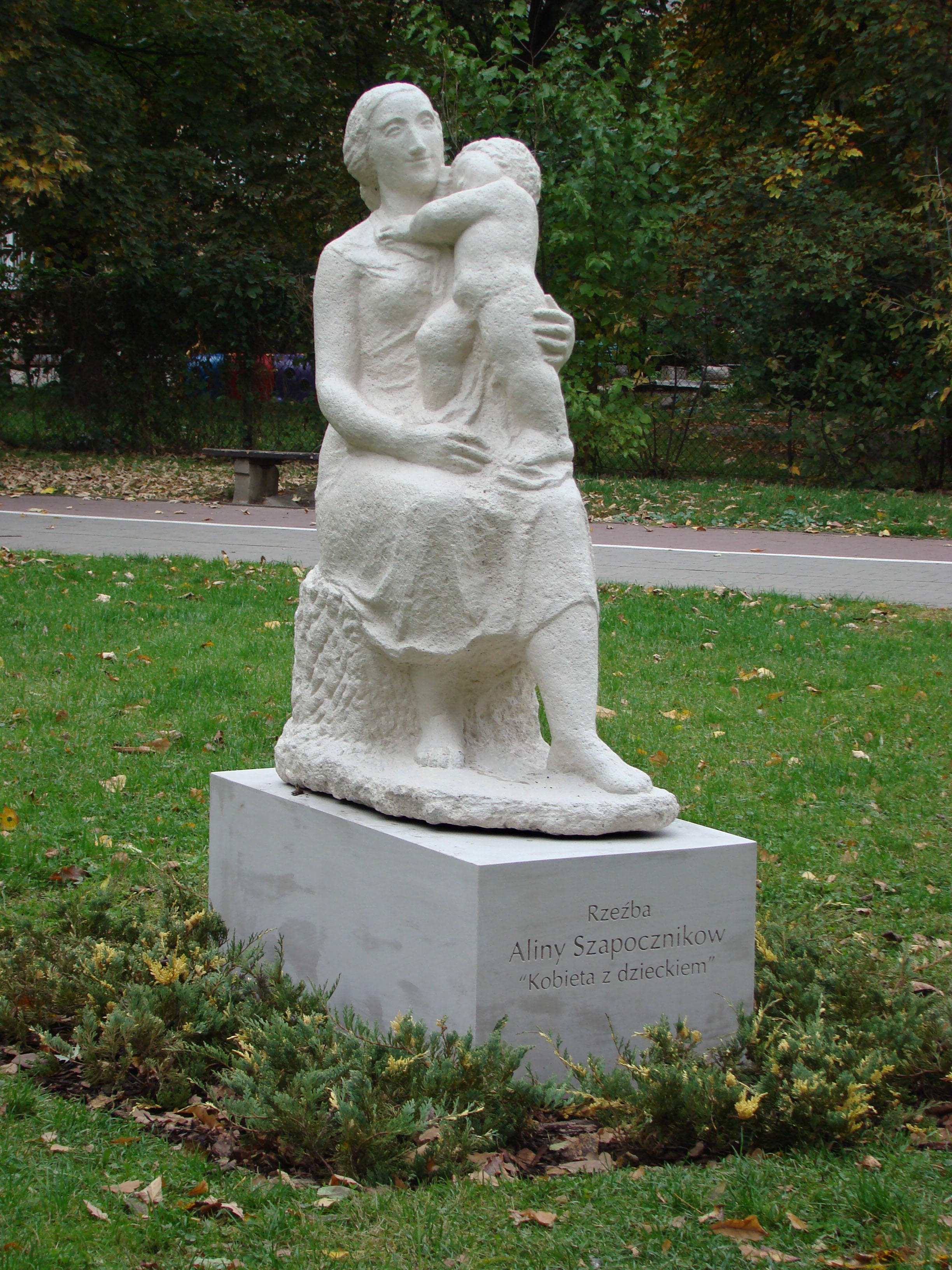
Rzeźba Kobieta z dzieckiem w parku im. Żołnierzy Żywiciela w Warszawie

Alina Szapocznikow (ur. 16 maja 1926 w Kaliszu, zm. 2 marca 1973 w Praz-Coutant w Passy we Francji) – polska rzeźbiarka i graficzka.

## Życiorys

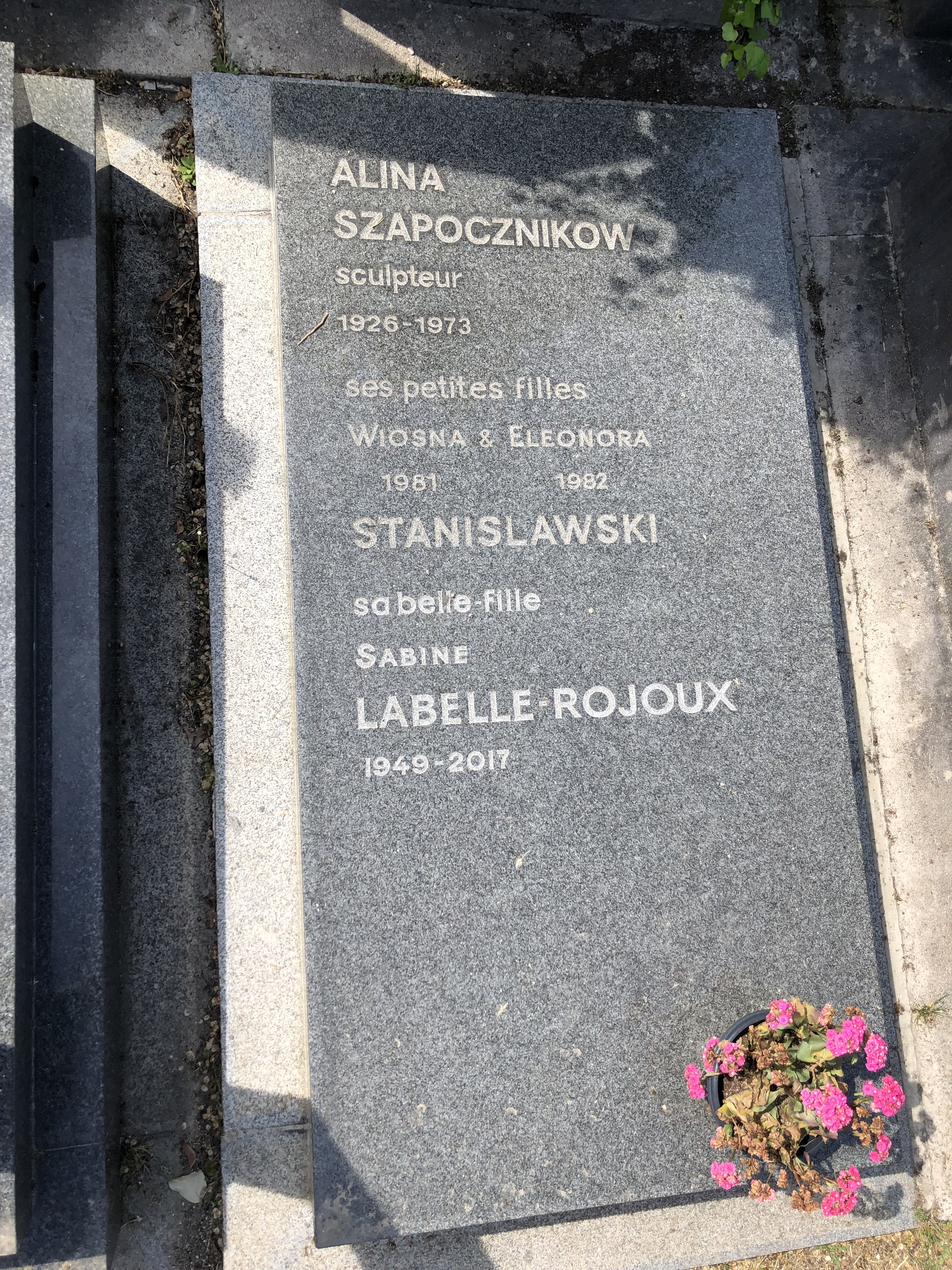
Grób Aliny Szapocznikow na Cmentarzu Montparnasse (2019)

Pochodziła z zasymilowanej inteligenckiej rodziny żydowskiej. Jej ojcem był Jakub Szapocznikow (zm. 1938), dentysta, a matką Ryfka z domu Auerbach, pediatra. Rodzice w czasie urodzenia Aliny przebywali w Kaliszu, skąd pochodziła rodzina matki. Na stałe mieszkali w Pabianicach, gdzie Alina uczęszczała do Państwowego Gimnazjum Żeńskiego im. Królowej Jadwigi.
Po 1939 roku, w czasie II wojny światowej wraz z matką była więziona w gettach w Pabianicach i w Łodzi oraz w niemieckich obozach koncentracyjnych: Auschwitz-Birkenau, Bergen-Belsen i Theresienstadt. Po wyzwoleniu z obozu pojechała do Pragi. W latach 1945–1946 podjęła artystyczną praktykę w pracowni rzeźbiarza Otokara Velimskiego, a potem studia w Wyższej Szkole Artystyczno-Przemysłowej u Josefa Wagnera. Dzięki stypendium studiowała w latach 1948–1950 w paryskiej École nationale supérieure des beaux-arts jako wolna słuchaczka w pracowni Paula Niclausse’a. Ciężka choroba zmusiła ją jednak do opuszczenia uczelni i powrotu do Polski. 
Kontynuowała pracę artystyczną, początkowo w obowiązującym socrealistycznym stylu. W 1963 roku wyjechała z Polski i na stałe zamieszkała w Paryżu. Zmarła dziesięć lat później, w sanatorium Praz-Coutant w Passy, po długich zmaganiach z chorobą nowotworową piersi. 
Została pochowana na cmentarzu Montparnasse.

## Życie prywatne
Jej mężem był historyk sztuki Ryszard Stanisławski; ich syn Piotr Stanisławski mieszkał we Francji. Później wyszła za mąż za grafika Romana Cieślewicza.

## Twórczość
Początkowo tworzyła pełne ekspresji, uproszczone rzeźby figuralne (Pierwsza miłość 1954, Ekshumowany 1956, Maria Magdalena 1957–1958). Dzieła trzydziestoletniej wówczas Polki zwróciły uwagę nie tylko krytyki, lecz także wybitnych artystów europejskich tego czasu. Szapocznikow rzeźbiła wówczas w specjalnie przygotowanym cemencie przez narzucanie materiału (tzw. narzut) na wcześniej przygotowany druciany szkielet. Od 1963 roku w Paryżu, gdzie w sztuce artystki, niezmiennie zainteresowanej ciałem człowieka jako podstawowym tematem i głównym powodem tworzenia dokonały się bardzo istotne zmiany. Alina Szapocznikow stopniowo odeszła od dawnego tworzywa, cementu; jej uwaga skierowała się na tworzywa sztuczne (poliester, poliuretan) wykonując odlewy własnego ciała, multiplikowane w barwnych żywicach syntetycznych, czasem z dodaniem efektów świetlnych. Szczególnie osobisty charakter noszą cykle prac wykonanych w ostatnich latach życia: Tumeurs (1969–1971) i Zielnik (1972) powstałe z odlewów ciała syna.
W filmie Sam pośród miasta z 1965 pojawia się rzeźba artystki „Żagiew”.

## Rzeźby
- Kobieta leżąca, 1946
- Relief II, 1946
- Postać, 1947
- Rybaczka II, 1947
- Akt z jabłkiem, 1948
- Autoportret, 1948
- Portret kobiety, 1949
- Studium głowy kobiety w chuście, 1949
- Akt Kobiecy, 1949–1950
- Kobieta z dzieckiem (Pokój, Nadzieja matki), 1949–1950
- Nu (Grande Figure, Anita), 1949–1950
- Głowa Chopina, 1950
- Macierzyństwo III, 1950
- Medalion, ok. 1950
- Portret matki, 1950
- Głowa dziewczynki, 1951
- Projekt Pomnika Chopina, 1951
- Rzeźby alegoryczne, 1951–1954
- Dekoracje rzeźbiarskie domu Związku Budowlanych, ok. 1952
- Dziewczyna z warkoczem (Portret Marysi Górnej), 1952
- Gimnastyczka (Stefa), 1952
- Postać sportowca (Łucznik), 1952
- projekt Pomnika w Brzezince – Studium kobiety z dzieckiem, 1952
- Głowa chłopca II, 1952–1953
- Stalin – szkic głowy, 1952–1953
- Dziewczyna z książką, 1953
- Getto – Walka, 1953
- Portret Hanny Porębskiej, 1953
- Portret kobiety, 1953
- Stalin, 1953
- Przyjaźń, 1953–1954 (stojąca w holu PKiN w Warszawie do 1992)[4]
- Głowa I, 1954
- Głowa II, 1954
- Pierwsza miłość, 1954
- Pomnik dla spalonego miasta, 1954
- Alegoria przemysłu, 1955
- Ekshumowany, 1955
- Koński ogon – Portret Meksykanki, 1955–1956
- Portret Krzysztofa Teodora Toeplitza, 1955–1956
- Seria Czerepy, 1956
- Seria Garnki – Głowy, 1956–1957
- Kochankowie, 1956
- Piękna kobieta, 1956
- Ptak, 1956
- Trudny wiek, 1956
- Szkice postaci, 1956–1957
- Ludzie-drzewa, 1957
- Ciało (Tors-Leżąca), 1957
- Dłoń. Projekt Pomnika Bohaterów Warszawy II, 1957
- Formy, 1957
- Kobieta (Dziewczyna z długą szyją), 1957
- Krzyk. Projekt Pomnika Bohaterów Warszawy, 1957
- Łóżko, 1957
- Monstrum I, 1957
- Maszyna-zwierzę, 1957
- Młodzieniec (Złoty młodzieniec), 1957
- Portret Leopolda Infelda, 1957
- Skuter, 1957
- Tors męski, 1957
- Wesołe miasteczko, 1957
- Kwiato-owoc, 1957–1958
- Maria Magdalena, 1957–1958
- Owoc, 1957–1958
- Pieta, 1957–1958
- Balet, 1958
- Macierzyństwo (Wisząca), 1958
- Polska, 1958
- Projekt Pomnika w Oświęcimiu, 1958
- Ręce. Szkic do projektu Pomnika w Oświęcimiu, 1958
- Mała II, 1958–1959
- Mała III, 1958–1959
- Kobieta-róża, 1958–1959
- Małe formy rzeźbiarski, 1958–1959
- Bellissima, 1959
- Pomona, 1959
- Relief, 1959
- Kochankowie IV, 1959
- Pnąca, 1959
- Ptak, 1959

- Syrena I, 1959
- Syrena III, 1959
- Syrena VI, 1960
- Błazen, 1959–1960
- Duet (Duo), 1959–1960
- Corrida I, 1959–1960
- Corrida II, 1960
- Derwisz, 1960
- Diabeł, 1960
- Głowa II, 1960
- Głowa III, 1960
- Gniazdo I, 1960
- Gniazdo II, 1960
- Król, 1960
- Muszla, 1960
- Seria Skorupy
- Pauvre (Ubogi), 1960
- Rozłupany, 1960
- Ferdydurke, 1961
- Głowa IV, 1961
- Głowa V, 1961
- Głowa VI, 1961
- Głowa VII, 1961
- Głowa inkrustowana, 1961
- Miąższ I, 1961
- Miąższ II, 1962
- Naga, 1961
- Negro spiritualis I, 1961
- Negro Spiritualis II, 1961–1962
- Pomnik kroczącej gwiazdy, 1961
- Przemiany, 1961
- Wdzięcząca, 1961
- Klown, 1962
- Krata dla sklepu Mody Polskiej, 1962
- Noga, 1962
- Przechodnie I, 1962
- Przechodnie II, 1962
- Samogłoska, 1962
- Spółgłoska, 1962
- Panna, 1962–1963
- Animal, 1963
- Kolczasta, 1963
- Nagrobek Adama Wanga, 1963
- Nagrobek Januariusza Ślusarczyka, 1963
- Drang nach Osten (Poczwara), 1963
- Szkaplerz, 1963
- Tabu, 1963
- Wiecha, 1963
- Żagiew, 1963
- Głowa VIII, 1963–1964
- Rzeźba z kołem (Sculpture avec une roue tournante), 1963–1964
- Studium, 1963–1964
- Rzeźba biologiczna I, 1963
- Rzeźba biologiczna II, 1964
- Rzeźba biologiczna III, 1964
- Bez tytułu I, 1964
- Bez tytułu II, 1964
- Bez tytułu III, 1964
- Bukiet I, 1964
- Faraon [Faruk], 1964
- Krab, 1964
- Kwiatek do Kożucha, 1964
- Maszyna uosobiona I (Machine en chaire I), 1964
- Małe formy rzeźbiarskie, 1964
- Pancerna II, 1964
- Ready made, 1964
- Relief I, 1964
- Relief II, 1964
- Bez tytułu, 1964–1965
- Buła (Głowa IX), 1964–1965
- Popiersie z biustem, 1964–1965
- seria Reliefy, 1964–1965
- Półtwarz na wysokiej łodydze, 1964–1965
- Bez tytułu I, 1965
- Bez tytułu II, 1965
- Dwuczęściowa, 1965
- Człowiek z instrumentem, 1965
- Filozof, 1965
- Głowa niema, 1965
- Głowa X, 1965
- Goldfinger, 1965
- Jednonoga, 1965

- Sa Majesté Science (Jej wysokość nauka), 1965
- Sprzątaczka (Femme de menage), 1965
- Seria Ceramika, 1965
- Modelka, 1965
- Nędzarz, 1965
- Noga, 1965
- Portret wielokrotny (dwukrotny), 1965
- Małe formy rzeźbiarskie, 1965–1966
- Autoportret I, 1966
- Autoportret II, 1966
- Bukiet II, 1966
- Człowiek w pancerzu, 1966
- Głowa z łyżką, 1966
- Bouches en marche (Kroczące usta), 1966
- Maszyna uosobiona II (Machine en chaire II), 1966
- Piersi (Seines), od 1966
- Photomaton, 1966
- Rzeźba plenerowa I, 1966
- Rzeźba plenerowa II, 1966
- Stolik kawiarniany (Table de café), 1966
- Małe formy rzeźbiarskie, 1966–1967
- Tors, ok. 1966
- Lampe-bouche I (Usta Iluminowane I), 1966
- Iluminowana, 1966–1967
- Popiersie, 1966–1967
- Tors różowy, 1966–1967
- A., 1967
- Dwie prace bez tytułu, ok. 1967
- Ca coule en rouge, 1967
- Długa, 1967
- Autre chose (Inna rzecz), 1967
- Jeu de Galets, 1967
- Kaprys-Monstre, 1967
- Krzesło. Projekt, 1967
- Niania, 1967
- Noga, 1967
- O kulach, 1967
- Pamiątki (Souvenirs), od 1967
- Podróż, 1967
- Buste étincelant I (Popiersie świecące I), 1967
- Buste étincelant III (Popiersie świecące III), 1967
- Portret wielokrotny (dwukrotny), 1967
- Portret wielokrotny (czterokrotny), 1967
- La chose [Rzecz], 1967
- Serce miasta [Le coeur de la ville], 1967
- Stan nieważkości (Na śmierć Komarowa) (L’appesanteur), 1967
- Szkic I, 1967
- Szkic II, 1967
- Zakonnica (Religieuse), 1967
- Czarna, 1968
- seria Ventres/ Brzuchy, 1968–1969
- seria Expansion, 1968–1970
- Lebenstein, 1969
- Śmieć, 1969
- Krużlowa (Macierzyństwo), 1969
- seria Tumeurs (Nowotwory), 1969–1971
- Tumeurs personnifiees [Nowotwory uosobione], 1971
- Pogrzeb Aliny, 1970
- Alex, 1970
- Pomnik Bojowników o Wolność Narodów w Mediolanie, 1970
- Ręce Aliny, 1970
- Les Gants Roses (Różowe rękawiczki), 1970
- Rolls-Royce, 1970–1971
- seria Sculpture-Lampe, 1970–1971
- seria Fetysze, 1970–1971
- Fajrant, 1971
- Bez tytułu, 1971
- seria Desery, 1970–1971
- seria Pamiątki, 1971
- Pamiątka z weselnego stołu szczęśliwej kobiety [Souvenir de la table de noce d’une femme heureuse], 1971
- Łza, 1971
- Fotorzeźby, 1971
- L’oeil de boeuf (Oko byka), 1971
- „Le Monde”, 1971
- Fiancée foller blanche (Szalona biała narzeczona), 1971
- Fiancée folle Mariée (Szalona narzeczona zaślubiona), 1971
- Hiver doux a Malakoff, 1971
- Wool – Tumeur I, 1972
- Wool – Tumeur II, 1972
- Stół, 1972
- Popielniczka słomianego wdowca I, II, III
- cykl Herbier, 1971–1972

Lista opracowana na podstawie spisu Muzeum Sztuki Nowoczesnej w Warszawie.

## Ordery i odznaczenia
- Złoty Krzyż Zasługi (11 lipca 1955)[6]
- Medal 10-lecia Polski Ludowej (19 stycznia 1955)[7]

## Nagrody
- 1955 – wyróżnienie Podkomitetu Literatury i Sztuki Nagrody Państwowej za rzeźby: Getto, Dziewczyna z książką i Przyjaźń Polsko-Radziecka[8]
- 1965 – nagroda Fundacji Copleya za asamblaż pt. Goldfinger; jej pracę oceniało grono najsłynniejszych artystów XX wieku (Marcel Duchamp, Jean Arp, Max Ernst i Roberto Matta)

## Upamiętnienie
29 września 2012 odsłonięto w parku im. Żołnierzy Żywiciela w Warszawie, obok Teatru Komedia, na Żoliborzu rzeźbę Aliny Szapocznikow Kobieta z dzieckiem. Rzeźba została wykuta w piaskowcu we Francji w końcu lat 40. Po odnowieniu i oczyszczeniu została ustawiona na nowym cokole. 26 marca 2013 padła ofiarą wandalizmu.
Od 7 października 2012 do 28 stycznia 2013 odbyła się wystawa indywidualna ponad 100 rzeźb i rysunków Szapocznikow w nowojorskim Museum of Modern Art. Kuratorkami wystawy, noszącej tytuł Alina Szapocznikow: Sculpture Undone, 1955–1972, były Elena Filipovic i Joanna Mytkowska.
W 2015 została wydana książka autorstwa Marka Beylina Ferwor. Życie Aliny Szapocznikow. Publikacja powstała dzięki współpracy Wydawnictwa Karakter oraz Muzeum Sztuki Nowoczesnej w Warszawie.
Od 2019 jest patronką ulicy w Kaliszu. 
Alina Szapocznikow jest bohaterką filmów dokumentalnych:
- 1963: Polska rzeźba współczesna
- 1976: Polska plastyka współczesna
- 1998: In articulo mortis. Alina Szapocznikow (1928–1973) w reżyserii Krzysztofa Tchórzewskiego
- 2009: Każde dotknięcie zostawia ślad. Alina Szapocznikow